# کوینسی (آیووا)
کوینسی (به انگلیسی: Quincy) یک منطقهٔ مسکونی در ایالات متحده آمریکا است که در آیووا واقع شده‌است. کوینسی ۳۹۲٫۸۹ متر بالاتر از سطح دریا قرار دارد.